# Filozofie critică
Atribuită lui Immanuel Kant, filozofia critică sau idealismul critic reprezintă o mișcare care vede în criticism drept principalul atribut al filozofiei; acesta considera criticismul drept considera analiza riguroasă a valorii și a limitelor capacității de cunoaștere drept condiție prealabilă a oricărei cercetări filosofice. Etimologia termenului provine din kritikos-krinein (techne), „arta judecarii”. Kant argumenta că, deși rațiunea poate fi un instrument folositor, ea trebuie atent controlată pentru a nu accepta unele lucruri fără dovezi. În acest cadru apare procesul numit „metoda critica”, proces prin intermediul căruia subiecții raționali vor descoperi care întrebări pot primi răspuns și care nu. În consecință, în lucrarea sa din 1793, „Religia în limitele ratiunii”, acesta a militat în favoarea renunțării la lucrurile inutile, precum practicile religioase care nu sunt compatibile cu un comportament moral bun. Într-o situație identică, deși rațiunea ne poate ajuta la înlocuirea regimurilor politice tiranice, de exemplu, Kant nu vedea rațiunea drept exhaustiv bună, ci consideră că trebuie exercitată critic pentru a evita înșelăciunile.
Noțiunea de filozofie critică este folosită și pentru a desemna filozofia kantiană. Potrivit acestei teorii, obiectele experienței noastre, în sensul de lucruri care există în spațiu și durează în timp, nu sunt decât fenomene, neavând o existență independentă în afara gândurilor noastre. Filozofia lui Kant este preocupată de însăși bazele experienței. Trebuie mai întâi să determinăm cum funcționează rațiunea, și care sunt limitele ei, pentru a putea ulterior să o aplicăm corect experienței senzoriale și să observăm dacă poate fi aplicată tuturor obiectelor metafizice. Tema centrală a Criticii Rațiunii Pure este determinarea posibilității, întinderii și limitelor cunoașterii cu valabilitate obiectivă (cunoașterea obiectivă sau științifică are enunțuri ce posedă atributele universalității și necesității - temeiurile ei trebuie căutate în structuri date a priori și nu în obiecte).

## Vezi și
- Critica Rațiunii Pure
- Kantianism